# Paradidyma derelicta
Paradidyma derelicta là một loài ruồi trong họ Tachinidae.